# Valle de Matamoros
Valle de Matamoros község Spanyolországban, Badajoz tartományban.  Lakosainak száma 332 fő (2024).

## Népesség
A település népessége az utóbbi években az alábbiak szerint változott:
| Lakosok száma | 494  | 459  | 440  | 423  | 435  | 407  | 379  | 367  | 358  | 332  |
|               | 2001 | 2004 | 2006 | 2009 | 2011 | 2014 | 2016 | 2019 | 2021 | 2024 |